# Dagesz
Dagesz (דָּגֵשׁ) – znak diakrytyczny używany w alfabecie hebrajskim (zarówno w hebrajskim biblijnym jak i współczesnym). Występuje w formie kropki umieszczonej w środku litery, może pojawić się w dowolnym znaku z wyjątkiem ר (resz), ע (ajin), ח (chet), ה (he) oraz א (alef), jednak we współczesnej wymowie ma wpływ na wymowę jedynie w przypadku liter פ (pe), כ (kaf) i ב (bet).
Dagesz dzieli się na dwa typy: dagesz chazak/forte oraz dagesz kal/lene. Pierwszy z nich został opracowany przez Elię Lewitę, natomiast drugi przez francuskiego rabina Dawida Kimhi.

## Wymowa nowohebrajska
| z dagesz | z dagesz | bez dagesz | bez dagesz |
| litera   | wymowa   | litera     | wymowa     |
| -------- | -------- | ---------- | ---------- |
| בּ        | b        | ב          | w          |
| כּ ךּ      | k        | כ ך        | ch         |
| פּ ףּ      | p        | פ ף        | f          |

## Dagesz chazak (dāgēš forte)
Dagesz chazak może wystąpić w dowolnej literze z wyjątkiem ר (resz), ע (ajin), ח (chet), ה (he) oraz א (alef), jednak tylko wtedy, gdy dana litera jest poprzedzona literą z nikudem i nie jest ostatnia w danym wyrazie. Gdy dagesz jest poprzedzony znakiem szwa, występuje wówczas dagesz kal.
Dagesz chazak dzieli się na następujące typy:
- forte necessarium – tworzy się go poprzez skrócenie dwóch identycznych liter, jeśli po pierwszej z nich nie następuje litera z nikudem. Znak jest wówczas wymawiany dłużej.
- forte euphonicum – który służy do prawidłowej recytacji treści świętych ksiąg. Wyróżnia się trzy typy:
  - forte coniunctivum – występuje w pierwszej literze wyrazu, jeżeli ten jest akcentowany i jeśli następuje ściśle po poprzednim słowie kończącym się na nieakcentowanym a lub e (np. hebr. ‏נַעֲשֶׂה לָּנוּ‎, trb. ‏na'ase lanu‎, dosł. "zróbmy to"),
  - forte dirimens – podkreśla dźwięczność znaku szwa (np. hebr. ‏עִנְּבֵי‎, trb. ‏inəve‎, dosł. "winogrona"),
  - forte affectuosum – charakteryzuje się dłuższą wymową litery.

Spółgłoski z dagesz chazak, po którym następuje szwa, mogą utracić dagesz, szczególnie w przypadku spółgłosek ו (waw), י (jod), ל (lamed), מ (mem), נ (nun) i ק (kof).

## Dagesz kal (dāgēš lene)
Dagesz kal dotyczy liter begadkepat, czyli znaków ב (bet), ג (gimel), ד (dalet), כ (kaf), פ (pe), ת (taw). Występuje w danych przypadkach:
- na początku zdania,
- na początku słowa, jeśli poprzedzające słowo kończy się znakiem bez nikudu,
- w ostatniej literze wyrazu,
- zawsze w przedrostkach בְּ־ i כְּ־.